# 采蒂涅修道院
采蒂涅修道院是位於蒙特內哥羅城市采蒂涅的一座塞爾維亞正教會的修道院。修道院修建於1701年至1704年之間，收藏於多件珍貴文物。修道院在歷史上曾重建多次，現在的建築的歷史可以追溯至1927年。

## 外部連結
- Montenegro.org: Monastery at Cetinje - a Montenegrin treasure
- Serb Land of Montenegro （页面存档备份，存于）, The Monastery of Cetinje

42°23′N 18°55′E / 42.383°N 18.917°E